# Radek Sikora
Radek Sikora (* 9. listopadu 1976) je český florbalový trenér a bývalý útočník a reprezentant. Jako hráč je dvojnásobný vicemistr Česka a vicemistr světa z roku 2004. Jako asistent trenéra SV Wiler-Ersigen je pětinásobný mistr Švýcarska.

## Rodina
Syn Radka Sikory a jeho jmenovec je také hráč florbalu.

## Klubová kariéra
Sikora začínal s florbalem v klubu FBC Ostrava. Za ten poprvé nastoupil v mužském týmu v nejvyšší soutěži v sezóně 1997/1998. V létě 1998 Ostrava vyhrála jako první český tým Czech Open. V následující sezóně získal s klubem první vicemistrovský titul. V sezóně 1999/2000 vstřelil rozhodující gól v zápase o třetí místo. Další bronz získal s týmem o dva roky později. V sezóně 2002/2003 byl nejproduktivnějším hráčem play-off a získal druhý vicemistrovský titul.
Po sezóně odešel do švýcarského klubu UHC Grünenmatt, který v té době hrál 1. ligu, tedy třetí nejvyšší švýcarskou soutěž. V roce 2005 pomohl týmu k postupu do National League B a o dva roky později i k postupu do nejvyšší soutěže (NLA). V týmu během svého působení hrál i s dalšími českými hráči, například Tomášem Chrápkem, Danielem Šebkem, Alešem Zálesným a Tomášem Trnavským. Po konci své vrcholové hráčské kariéry v roce 2011 působil v klubu rok v roli trenéra.
V roce 2012 přijal angažmá jako trenér mládeže v klubu SV Wiler-Ersigen, mistru Švýcarska. Později se stal i asistentem trenéra mužů. V této roli byl u zisku pěti mistrovských titulů v letech 2014, 2015, 2017, 2019 a 2023. V klubu se potkal i s dalšími českými hráči, mimo jiné s Danielem Šešulkou a znovu s Danielem Šebkem. Jako trenér vede v klubu i svého syna Radka Sikoru mladšího. Takto oba získali mistrovský titul v roce 2023 a další tři vicemistrovské v letech 2021, 2022 a 2024.

## Reprezentační kariéra
Sikora reprezentoval Česko na pěti mistrovstvích světa mezi lety 2002 a 2010. Patří tak k českým hráčům s nejvyšším počtem účastí. Na mistrovství v roce 2004 získal první českou stříbrnou medaili. Na turnaji patřil k nejproduktivnějším českým hráčům, mimo jiné vstřelil dva góly v prvním českém vítězném semifinále. Zúčastnil se i šampionátu v roce 2008, kde v prohraném utkání o třetí místo proti Švýcarsku vstřelil dva góly a byl vyhlášen nejlepším českým hráčem. Na svém posledním mistrovství v roli hráče v roce 2010 získal bronz.
Již v roce 2012 pomáhal v realizačním týmu reprezentace. V roce 2016 se stal oficiálně asistentem reprezentačního trenéra Radima Cepka, a v této roli se ve stejném roce zúčastnil mistrovství světa. Asistenta dělal i pod Petri Kettunenem na Světových hrách 2017 a na mistrovství v roce 2018.
V roce 2021 se stal asistentem u švýcarské reprezentace do 23 let.
| Umístění | Soutěž                                                |
| -------- | ----------------------------------------------------- |
| 4.       | Mistrovství světa ve florbale 2002                    |
|          | Mistrovství světa ve florbale 2004                    |
| 4.       | Mistrovství světa ve florbale 2006                    |
| 4.       | Mistrovství světa ve florbale 2008                    |
|          | Mistrovství světa ve florbale 2010                    |
| 4.       | Mistrovství světa ve florbale 2016 (asistent trenéra) |
| 4.       | Florbal na Světových hrách 2017 (asistent trenéra)    |
| 4.       | Mistrovství světa ve florbale 2018 (asistent trenéra) |

## Ocenění
Sikora byl zařazen do Síně slávy klubu FBC Ostrava.